# 薛阁街道
薛阁街道，是中华人民共和国安徽省亳州市谯城区下辖的一个乡镇级行政单位。

## 行政区划
薛阁街道下辖以下地区：
魏武社区、谯陵社区、古井社区、八角台社区、药都社区、站前社区、薛阁社区、希夷社区、柳湖社区、西关社区、幸福社区、汤王社区和马元社区。